# Anti-Doping Administration and Management System
Das Anti-Doping Administration and Management System (ADAMS) ist eine Software der Welt-Anti-Doping-Agentur (WADA). Sie dient zur international harmonisierten Anbahnung und Durchführung von Doping-Tests bei Spitzenathleten.

## Funktionsweise
Die WADA etablierte ADAMS im Jahr 2005 für die weltweite Nutzung.
Für Profisportler bedeutet dies, dass diese zunächst ein Profil für sich anlegen, welches neben den Informationen wie Nachname, Vorname, Nationalität und Behinderungen die Kontaktdaten beinhaltet.
Anschließend gilt es, die Standortbeschreibungen einzugeben und, am wichtigsten, für jedes Datum einen Standort anzugeben, um unangekündigte Dopingkontrollen zu ermöglichen – das sogenannte System der «Athlete Whereabouts».
Die nationalen Anti-Doping-Organisationen, die sich dem sogenannten WADA-Code (WADC) verpflichtet haben, können für die Implementierung des Anti-Doping-Regelwerkes auf ADAMS zugreifen. Während in Deutschland die Nationale Anti Doping Agentur (NADA) von dieser Möglichkeit Gebrauch macht, werden etwa in der Schweiz sowie den Niederlanden eigene Systeme genutzt.

### Vier Hauptaufgaben
Die öffentliche Berichterstattung über ADAMS und damit einhergehende Kritik am Meldesystem stellt nicht selten auf die Angabe von Aufenthaltsorten („Athlete Whereabouts“) durch die meldepflichtigen Profis und deren Speicherung ab. Indes sind die „Athlete Whereabouts“ nur ein Aspekt von ADAMS, denn im internationalen Anti-Doping-Kampf übernimmt das web-basierte Datenbankmanagementsystem vier Hauptaufgaben. Dessen „primary functions“ werden von der WADA wie folgt benannt:
1. Athlete Whereabouts
2. Information Clearinghouse
3. Doping Control Platform
4. TUE Management

### Angabe und Speicherung von Aufenthaltsorten
Seit 2005 werden die regelmäßigen und geplanten „Athlete Wherabouts“ der meldepflichtigen Sportler von diesen selbst quartalsweise in einen web-basierten Kalender eingetragen und gespeichert. Auch kurzfristige Änderungen oder zeitliche Abweichungen sind anzeigepflichtig. In Deutschland erhält jeder, der dem „Registered Testing Pool“ (RTP) oder dem „Nationalen Testpool“ (NTP) der NADA zugeordnet ist, einen persönlichen Zugang zu ADAMS mit entsprechenden Benutzerinformationen.
Die Meldepflicht betrifft hierzulande etwa 7000 Profiathleten (Stand 2014) aus unterschiedlichen Sportarten. Vollumfänglich gilt die Meldepflicht für etwa 2000 RTP- und NTP-Athleten. Wer hingegen dem „Allgemeinen Testpool“ (ATP) zugeordnet ist, muss zwar Rahmenpläne angeben, aber keine „Whereabouts“.
Die Kontrollen werden in beliebigen Intervallen durch externe, in Deutschland von NADA beauftragte Agenturen durchgeführt. Deren Mitarbeiter greifen zwecks Planung und Durchführung der Kontrollen auf die in ADAMS hinterlegten Informationen zu.
Grundsätzlich müssen die Profis im Training, im Wettkampf, aber auch im Privatleben jederzeit für unangekündigte Kontrollen anzutreffen sein. Das Risiko einer Fehleintragung in den Kalender tragen die Sportler. Ist jemand nicht für eine Kontrolle anzutreffen, wird ein „Missed Test“ verzeichnet. Bei drei „Missed Tests“ droht eine Sperre von drei Monaten bis zu zwei Jahren.
Ob tatsächlich ein Doping-Verstoß vorliegt, ist insoweit unerheblich.
Voraussetzung für die Pflege des Kalenders ist derzeit ein Online-Zugang sowie die Vertrautheit im Umgang mit Internet-Technologien, z. B. einem Webbrowser. Telefonate oder postalischer Schriftverkehr sind zur Kalenderpflege nicht erforderlich. Zudem ist in Notfällen eine kurzfristige Meldung per SMS möglich. Regelmäßig erfährt die Software von der WADA ein Update. Seit Dezember 2013 stellt die WADA auch eine Mobile App zur Eingabe der Aufenthaltsorte zur Verfügung.

### Die weiteren Funktionen
Über die Pflege der „Athlete Wherabouts“ hinaus hat ADAMS noch drei weitere Aufgaben:
So werden auf einer Datenbank neben den Aufenthaltsdaten weitere sensible, persönliche Informationen gespeichert. Hierbei handelt es sich um:
- Laborergebnisse,
- medizinische Ausnahmegenehmigungen (sog. Therapeutic Use Exemptions – TUEs) für den Einsatz von Substanzen und Methoden (zur Behandlung von Asthma, einer Allergie, Anomalie etc.), die laut der Verbotsliste (Prohibited List) grundsätzlich untersagt sind sowie
- bereits aufgedeckte Anti-Doping-Verstöße.

Auf diese im „Information Clearinghouse“ hinterlegten Daten haben die verschiedenen nationalen Anti-Doping-Organisationen Zugriff. Darüber hinaus steht den Organisationen ein Tool zur Planung, Durchführung und Auswertung von Kontrollen zur Verfügung. Die „Doping Control Platform“ dient dabei auch der organisationsübergreifenden Koordinierung der Kontrollen, um „doppelte“ Tests zu vermeiden. Schließlich verwaltet ADAMS über das „TUE Management“ auch Anfragen und Benachrichtigungen, die medizinische Ausnahmegenehmigungen betreffen.

### Kritik

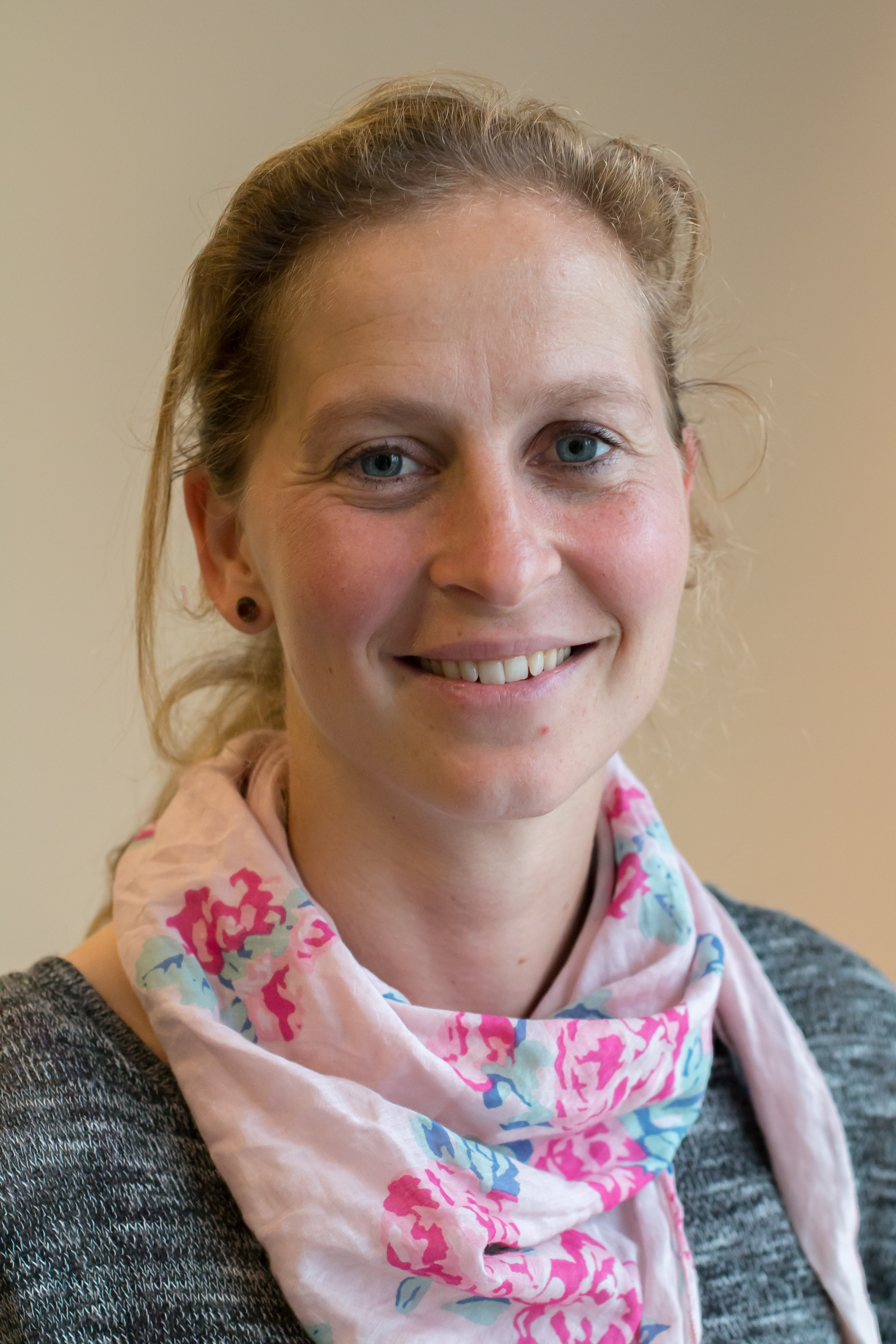
Marion Rodewald, Hockeyspielerin und Athletensprecherin für das Online-Meldesystem ADAMS

Wegen technischer und ethischer Unzulänglichkeiten wurden von verschiedenen Seiten Bedenken gegen ADAMS geäußert.
- Die Hockeyspielerin und Athletensprecherin Marion Rodewald etwa kritisierte den Umgang mit ADAMS als „nicht selbsterklärend und in der praktischen Handhabung sehr umständlich“.

- Der ehemalige Bundesbeauftragte für den Datenschutz und die Informationsfreiheit Peter Schaar sah die Einhaltung der Menschenwürde der Athleten nicht gewahrt und kritisierte die „lückenlose Aufenthaltskontrolle“, unzureichenden Datenschutz und den „Generalverdacht“ gegen Athleten.[3] „Es werden Daten von ihnen verlangt, die bei keiner anderen Gruppe von Menschen in vergleichbarer Weise preisgegeben werden müssen.“

- Auch der Tischtennisspieler Timo Boll gehört zu den Kritikern des Adams-Meldesystems der WADA. Er hält es für praktikabler und verhältnismäßiger, zu kontrollierende Sportler hilfsweise per GPS zu orten: „Mir geht es da gar nicht so um die Wahrung der Privatsphäre.“ Mit einem Smartphone sei ohnehin jeder Standort ermittelbar. Daher sieht er eine GPS-Ortung für sich als „... die bessere Lösung. (…) Ich hätte damit kein Problem.“[4]

Die NADA griff Bolls Kritik auf: „Wir nehmen solche Kritik, aber auch die konstruktiven Vorschläge (…) sehr ernst.“ Daher unterstütze man nun ein Forschungsprojekt namens «EVES» (heute unter dem Namen «PARADISE» bekannt), das vom ehemaligen, professionellen 400-m-Läufer Jonas Plass im Rahmen seines Studiums ins Leben gerufen wurde.
Bei PARADISE (ein vom Bundesforschungsministerium gefördertes und offizielles Projekt der gekko mbH, die 1994 als Spin-off der Fraunhofer-Gesellschaft gegründet wurde) tragen Athleten freiwillig einen GPS-Sender bei sich, der ihren Aufenthaltsort im Falle einer Dopingkontrolle ausfindig macht.
Mithilfe von PARADISE soll die Organisation und Durchführung von Dopingkontrollen erleichtert und ADAMS sinnvoll ergänzt werden.

#### Europäischer Gerichtshof für Menschenrechte
Am 18. Januar 2018 gab der Europäische Gerichtshof für Menschenrechte (EGMR) in Straßburg bekannt, dass das ADAMS im Einklang mit der Europäischen Menschenrechtskonvention steht, und wies damit eine Klage französische Sportverbände und dutzender Profisportler sowie diverser Interessenvertretungen zurück, die in dem System einen unrechtmäßigen Eingriff in die Privatsphäre sehen.